# Emelie Ölander
Emelie Ölander (* 23. Juni 1989 in Ystad) ist eine schwedische Fußballspielerin. Die Abwehrspielerin, die mehrere Jugendauswahlen des Svenska Fotbollförbundet durchlaufen hatte, debütierte 2009 in der schwedischen A-Nationalmannschaft.

## Werdegang

### Jugendjahre und Debüt in der Damallsvenskan
Ölander begann als Fünfjährige mit dem Fußballspielen in der Jugend des Malmö FF Dam und durchlief die einzelnen Jugendmannschaften. Dort entdeckten sie die Verantwortlichen des schwedischen Fußballverbandes, die sie im November 2004 im Rahmen eines Trainingslagers einer U-15-Süd-Auswahl erstmals beriefen. Im folgenden Jahr nahm sie an einem Trainingslager der U-16-Nationalmannschaft teil, beim ersten Länderspiel ihres Jahrgangs, einer 0:3-Niederlage gegen die deutsche U-16-Auswahl, gehörte sie jedoch nicht zum Kader. Zu ihrem Debüt im Nationaljersey kam sie am 12. Mai 2006 in einem Spiel gegen die finnische U-17-Mannschaft im Rahmen eines Vier-Länderturniers mit Finnland, Norwegen und Dänemark.
Im Laufe der Damallsvenskan-Spielzeit 2007 rückte Ölander in den Erstligakader des mittlerweile in LdB FC Malmö umbenannten Klubs auf und kam zu ihrem Erstliga-Debüt. Als Ergänzungsspielerin kam sie in ihren ersten beiden Jahren im höherklassigen Fußball unregelmäßig zum Einsatz. Parallel etablierte sie sich in den Juniorenauswahlen, wobei sie teilweise in die Mannschaften der älteren Jahrgänge berufen wurde. Mit der U-19-Auswahl nahm sie im Sommer 2008 an der Europameisterschaft in Frankreich teil, bei der sie mit der Mannschaft im Halbfinale am späteren Titelträger Italien scheiterte.

### Vereinswechsel und Nationalmannschaftsdebüt
Nachdem Ölander sich beim LdB FC in der Damallsvenskan-Mannschaft nicht durchsetzen konnte, zog sie einen Wechsel in Erwägung. Djurgårdens IF und AIK Dam meldeten Interesse an, letztlich schloss sie sich Anfang 2009 Letztgenannten an. Vor Saisonbeginn berief Nationaltrainer Thomas Dennerby die Abwehrspielerin in den Nationalmannschaftskader für den Algarve-Cup. Beim 5:1-Auftaktsieg gegen die norwegische Nationalmannschaft debütierte sie in der ersten Halbzeit. Parallel spielte sie sich in die von Malin Andersson betreute schwedische U-23-Auswahl, mit der sie am Nordic Cup teilnahm. Nachdem sie unregelmäßig in der A-Nationalmannschaft eingesetzt worden war, zählte sie zum erweiterten Kader Schwedens für die Frauen-EM 2009 in Finnland.
Bekannt ist Emelie Ölander für ihre robuste und konsequente Spielweise. Sie selbst bezeichnet als große Stärke ihre Physis und ihr energisches Auftreten.

## Erfolge
- Algarve-Cup: 2009